# Безенчук (река)
Безенчу́к (Степной Безенчук) — река в России, левый приток Волги, протекает по территории Хворостянского и Безенчукского районов Самарской области.

## География и гидрология
Длина реки 78 км, площадь водосборного бассейна — 843 км². Исток в 2,5 км к югу от посёлка Приовражный в Хворостянском районе. Общее направление течения — северо-восточное. Впадает в залив Саратовского водохранилища у села Екатериновка (Безенчукский район). На восточной окраине Екатериновки находится грунтовый могильник Екатериновский мыс, датируемый четвёртой четвертью 5 тыс. до н. э., который сочетает в себе мариупольские и хвалынские черты.
Летом постоянное течение сохраняется только в низовьях.

## Этимология
Название связывается с древним наименованием печенегов. По этой теории Безенчук означает река печенегов, печенегжская.

## Данные водного реестра
По данным государственного водного реестра России относится к Нижневолжскому бассейновому округу, водохозяйственный участок реки — Волга от Куйбышевского гидроузла до Саратовского гидроузла, без рек Сок, Чапаевка, Малый Иргиз, Самара и Сызранка. Речной бассейн реки — Волга от верхнего Куйбышевского водохранилища до впадения в Каспий.
Код водного объекта в государственном водном реестре — 11010001512112100008845.